# Amauris chyluensis
Amauris chyluensis är en fjärilsart som beskrevs av Van Someren 1939. Amauris chyluensis ingår i släktet Amauris och familjen praktfjärilar. Inga underarter finns listade i Catalogue of Life.